# Elizabeth Cotten
Elizabeth "Libba" Cotten (nascuda Nevills) (5 de gener de 1893 – 29 de juny de 1987) era una cantant i compositora estatunidenca de blues i música folk.
Cotten va ser una guitarrista esquerrana autodidacta, va desenvolupar un estil propi i original. Tocava una guitarra encordada per a dretans, però capgirada per poder-la tocar amb l'esquerra. Aquesta posició requeria tocar les línies del baix amb els dits i la melodia amb el dit polze. El seu estil es basava en un baix alternat conegut com a "Cotten picking".

## Vida
Cotten va néixer el 1893 a Chapel Hill, Carolina del Nord, en una família de músics. Els seus pares eren George Nevill (també escrit Nevills) i Louisa (o Louise) Price Nevill. Elizabeth era la més jove de cinc fills. Als set anys va començar a tocar el banjo amb el seu germà gran. “Des de llavors," va dir, "ningú no va tenir cap pau en aquella casa." Als vuit anys ja tocava cançons. A l'edat d'onze anys, després d'ajudar a casa guanyant alguns diners, es va comprar la seva pròpia guitarra. La guitarra, una Sears and Roebuck, li va costar 3.75$ (ara equivaldria a uns 105$). Tot i que era autodidacta, esdevingué competent amb l'instrument. En els primers anys de la seva adolescència va escriure les seves primeres cançons, una de les quals, Freight train, és una de les més conegudes. Va escriure la cançó com a record d'un tren que sentia durant la seva infantesa. El 1956 va enregistrar al Regne Unit la cançó de Chas McDevitt i Nancy Whiskey va ser un gran èxit i va ser una de les principals influències principals de l'skiffle al Regne Unit.
Cap als tretze anys, Cotten va començar a treballar com a mossa juntament amb la seva mare. El 7 de novembre de 1910, a l'edat de disset anys, es va casar amb Frank Cotten. La parella va tenir una filla, Lillie, i poc després Elizabeth va deixar la guitarra per la vida familiar i l'església. Elizabeth, Frank i la seva filla Lillie es van mudar sovint dins els Estats Units, entre Carolina del Nord, Nova York, i Washington DC, finalment quedant allà. Quan Lillie es va casar, Elizabeth es va divorciar de Frank i va anar a viure amb la família de la seva filla.

## Redescobriment
Cotten es va retirar del món musical durant 25 anys, excepte per a fer alguna actuació puntual a l'església. No va començar a actuar públicament i enregistrar fins que va tenir seixanta anys. Va ser descoberta per la cantant de folk Seeger mentre treballava de mestressa de casa.
Mentre treballant puntualment en uns grans magatzems, Cotten va ajudar una nena que s'havia perdut a trobar la seva mare. La nena era Peggy Seeger, i la mare era la compositora Ruth Crawford Seeger. Poc després d'això, Cotten va començar un altre cop a treballar com a mestressa de casa per Ruth Crawford Seeger i Charles Seeger i s'ocupava dels seus fills, Mike, Peggy, Barbara i Penny. Mentre treballà amb els Seeger (una família musical que incloïa Pete Seeger, un fill de Charles d'un matrimoni anterior) va recordar la seva guitarra que havia tocat 40 anys abans i la va tornar a reaprendre a tocar-la de nou començant des de zero.

## Enregistraments i carrera més tardana
A la segona meitat de la dècada de 1950, Mike Seeger va començar a enregistrar les cançons d'Elizabeth a casa seva. Aquests enregistraments esdevindrien més tard l'àlbum Folksongs and Instrumentals with Guitar, que va ser publicat per Folkways Records. Des de la publicació d'aquell àlbum, les seves cançons, especialment la seva cançó de signatura, "Freight train"—que va escriure quan tenia onze anys—ha estat versionada per Peter, Paul and Maryer, Jerry Garcia, Bob Dylan, Joe Dassin, Joan Baez, Devendra Banhart, Laura Gibson, Laura Veirs, El seu Nom És Viu, Doc Watson, Taj Mahal, Geoff Farina, i País Teasers. Poc després d'aquell primer àlbum, va començar a fer concerts amb Mike Seeger, el primer al 1960 a la Universitat de Swarthmore.
A principis de la dècada de 1960, Cotten va tocar amb alguns dels grans noms del resorgiment del folk. Alguns d'aquests eren Mississipi John Hurt, John Lee Hooker, i Muddy Waters a llocs com el Newport Folk Festival i el Smithsonian Festival American Folklive.
El nou interès en la seva feina la va inspirar a escriure més cançons i, el 1967, va publicar un disc creat amb els seus nets, el qual va agafar el nom d'un de les seves cançons, "Shake Sugaree". La cançó presentava la nena de dotze anys Brenda Joyce Evans, neta de Cotten gran-nét, i futura cantant del grup Undisputed Truth.
Amb els beneficis de les seves gires, la publicació de discos i la rebuda de premis Cotten va poder traslladar-se amb la filla i els nets a Nova York. Als seu vuitanta anys seguia fent viatges i publicant discos. El 1984, va guanyar el Premi Grammy pel Best Ethnic or Traditional Recording, per l'àlbum Elizabeth Cotten Live, publicat per Arhoolie Records. Quan va rebre el premi a Los Angeles, les seves paraules van ser "Gràcies. Jo només desitjo tenir la meva guitarra i poder tocar per a tots vosaltres." El 1989 Cotten era una de les 75 dones afroamericanes més influents inclosa n el documental I Dream a Worold.
Cotten va morir el juny de 1987, a l'hospital Crouse-Irving de Siracusa, Nova York, a l'edat de 94 anys.

## Estil guitarrístic
Cotten va començar a escriure música mentre tocava el banjo amb el seu germà gran. Era esquerrana, així que va invertir la posició del bajo. Més tard, quan passà les seves cançons a la guitarra, va crear un estil únic, ja que en el banjo, la corda més alta no és una corda de baix, sinó una corda curta i de gran abast que comença al cinquè trast. Això l'obligava a tocar la guitarra i el banjo amb un estil únic. Primer començà tocant amb tots els dits cap avall, com amb el banjo. Més tard, evolucionaria cap a un estil únic de fingerpicking, que va influir a molts altres músics.

## Discografia

### LPs
- Folksongs and Instrumentals with Guitar (also known as Negro Folk Songs and Tunes), Folkways Records (FG 3526), 1958
- Vol. 2: Shake Sugaree, Folkways Records (FTS 31003), 1967
- Vol. 3: When I'm Gone, Folkways Records (FA 3537), 1979

### Enregistraments en CD
- Freight Train and Other North Carolina Folk Songs and Tunes, Smithsonian Folkways, 1958 (also known as Folksongs and Instrumentals with Guitar)
- Shake Sugaree, Smithsonian Folkways
- Live!, Arhoolie Records
- Vol. 3: When I'm Gone, Folkways Records

### Col·leccions especials
- Mike Seeger Collection (#20009), Southern Folklife Collection, The Wilson Library, University of North Carolina at Chapel Hill.

### Vídeo i DVD
- Masters of the Country Blues: Elizabeth Cotten and Jesse Fuller. Yazoo, 1960.
- Elizabeth Cotten with Mike Seeger. Vestapool Productions, 1994.
- Legends of Traditional Fingerstyle Guitar. Cambridge, Mass.: Rounder Records, 1994.
- Mike Seeger and Elizabeth Cotten. Sparta, N.J.: Stefan Grossman's Guitar Workshop, 1991.
- Jesse Fuller and Elizabeth Cotten. Newton, N.J.: Yazoo Video, 1992.
- Me and Stella: A Film about Elizabeth Cotten. New Brunswick, N.J.: Phoenix Films and Video, 1976.
- John Fahey, Elizabeth Cotten: Rare Performances and Interviews. Vestapool Productions, 1969, 1994.
- Rainbow Quest with Pete Seeger. Judy Collins and Elizabeth Cotten. Shanachie Entertainment, 2005.
- Libba Cotten: An Interview and Presentation Ceremony. Schomburg Center for Research in Black Culture, 1985.
- Homemade American Music. Aginsky Productions, 1980.
- Elizabeth Cotten in Concert, 1969, 1978, and 1980. Vetstapool Productions, 1969, 2003.
- The Guitar of Elizabeth Cotten. Sparta, N.J.: Stefan Grossman's Guitar Workshop, 2002.
- The Downhome Blues. Los Angeles: distributed by Philips Interactive Media, 1994.
- Elizabeth Cotten Portrait Collection. Public Broadcasting System, 1977–1985.